# Бєлоусово (Велізький район)
Бєлоу́сово — присілок у Велізькому районі Смоленської області Росії. Входить до складу Селезньовського сільського поселення. Населення — 41 особа (2007 рік).
Розташований в північно-західній частині області за 8 км на північний-схід від районного центру, міста Веліж, за 9 км на північний-схід від автодороги Р 133 Смоленськ — Невель, на березі річки Західна Двіна. За 80 км на південь розташована залізнична станція Голінки на лінії Смоленськ — Вітебськ.

## Історія
Під час другої світової війни присілок був окупований німецькими військами в липні 1941 року, звільнений у вересні 1943 року.